# Michael Noble, Baron Glenkinglas
Michael Antony Cristobal Noble, Baron Glenkinglas, PC, (* 19. März 1913; † 15. Mai 1984) war ein schottisch-britischer Tory-Politiker.
Michael Noble war der jüngste Sohn von Sir John Noble, 1. Baronet, und Enkel von Sir Andrew Noble, 1. Baronet. Seine Ausbildung erhielt er in Eton College und am Magdalen College der Universität Oxford. Anschließend bewirtschaftete er das Familiengut. Er war Präsident der Scottish Blackface Breeders’ Association und der Highland Cattle Society. Er war County Councillor (vergleichbar mit Kreisrat) von Argyll und ein Direktor des Unternehmens Associated Fisheries.
Von 1958 bis 1974 war Noble Abgeordneter im britischen House of Commons für den Wahlkreis Argyll, bis er den Sitz bei einer Wahl an Iain MacCormick verlor, Sohn des Gründers der Scottish National Party, John MacCormick. Ab 1960 war er schottischer Whip und ab 1961 Lord of the Treasury. Von 1962 bis 1964 war er in den Regierungen von Harold Macmillan and Alec Douglas-Home Schottland-Minister. 1970 kehrte er unter Edward Heath als Präsident des Board of Trade und Handelsminister in die Regierung zurück.
In seinem Amt als Schottland-Minister überwachte Michael Noble die letzte Hinrichtung in Schottland. Am 15. August 1963 wurde Henry John Burnett wurde wegen Mordes an dem Ehemann seiner Geliebten im Craiginches Prison von Aberdeen gehängt; das Todesurteil über den 21-jährigen war nach 25 Minuten Beratung durch die Geschworenen gefällt worden, obwohl die Frage seiner Schuldfähigkeit im Raume stand. Gnadengesuche von den Familien des Täters und des Opfers hatte Noble zuvor abgelehnt.
Am 3. Mai 1974 wurde Noble als Baron Glenkinglas, of Cairndow in the County of Argyll, zum Life Peer erhoben und wurde dadurch Mitglied des britischen House of Lords.